# Physena
Physena és l'únic gènere de la família de plantes amb flors Physenaceae. Conté 2 espècies d'arbusts o arbrets endèmics de Madagascar.